# Виланова (Модена)
Виланова (итал. Villanova) је насеље у Италији у округу Модена, региону Емилија-Ромања.
Према процени из 2011. у насељу је живело 1331 становника. Насеље се налази на надморској висини од 33 м.